# 迪耶奇鄉
46°19′N 22°15′E / 46.317°N 22.250°E
迪耶奇鄉（羅馬尼亞語：Comuna Dieci, Arad），是羅馬尼亞的鄉份，位於該國西部，由阿拉德縣負責管轄，面積85平方公里，海拔高度167米，2011年人口1,490，人口密度每平方公里17人。